# La Redorte
La Redorte település Franciaországban, Aude megyében. Lakosainak száma 1275 fő (2022. január 1.). La Redorte Azille, Castelnau-d’Aude, Puichéric, Rieux-Minervois, Roquecourbe-Minervois és Tourouzelle községekkel határos.

## Népesség
A település népességének változása:
| Lakosok száma | 1138 | 1007 | 1032 | 1139 | 1118 | 1119 | 1161 | 1227 | 1243 | 1275 |
|               | 1968 | 1982 | 1990 | 2006 | 2013 | 2015 | 2017 | 2019 | 2020 | 2022 |